# 冰V
冰V，读作“冰五”，是冰的一种晶体形态，属于单斜晶系，可将水在500 兆帕冷却至253 K（-20.15°C）制得。
冰V的结构很复杂，包括四元、五元、六元和八元环，每个晶胞中包含28个分子。木卫三的内部很可能有液态水海洋，而其底部可能是数十到数百千米的冰V。